# Champions Challenge za žene 2005. (hokej na travi)
3. natjecanje za Champions Challenge u hokeju na travi za žene se održalo 2005. godine. Predstavljao je drugi jakosni razred svjetskog reprezentativnog hokeja na travi.
Ovim natjecanjem se na velika vrata vratili veliki međunarodna natjecanja u hokeju na travi u SAD, po prvi put nakon OI 1996. Dotada, SAD je bio domaćinom izlučnih turnira za svjetske kupove  u Madisonu 1989. za muško SP i u Philadelphiji 1993. za žensko SP.

## Mjesto i vrijeme održavanja
Održao se od 8. do 16. srpnja 2005. u SAD-u, u gradu Virginia Beachu, na igralištima USA Field Hockey National Training Centera.

## Natjecateljski sustav
Igralo se po jednostrukom ligaškom sustavu. Za pobjedu se dobivalo 3 boda, za neriješeno 1 bod, a za poraz nijedan bod. 
Nakon ligaškog dijela, igralo se za poredak. Prve i druge na ljestvici su doigravale za zlatno odličje, treće i četvrte za brončano odličje, a pete i šeste na ljestvici za 5. i 6. mjesto. 6. je ispadala u niži natjecateljski razred.
Pobjednica je stjecala pravo sudjelovati u višem natjecateljskom razredu, na Trofeju prvakinja iduće godine u Amstelveenu, u Nizozemskoj.

## Sudionice
- SAD, domaćinke
- Engleska
- Japan
- JAR
- Novi Zeland
- Španjolska

### Engleska
(2.) Beth Storry (vratarka), (3.) Lisa Wooding, (4.) Rachel Walsh, (6.) Melanie Clewlow, (7.) Helen Grant, (8.) Helen Richardson, (9.) Leisa King, (10.) Lucilla Wright, (11.) Kate Walsh (kapetanica), (12.) Frances Houslop, (13.) Jennie Bimson, (14.) Rachel Walker, (17.) Tina Cullen, (18.) Sally Walton, (20.) Joanne Ellis, (21.) Alex Scott, (22.) Cathy Gilliat-Smith (24.) Becky Duggan (vratarka). Trener: Danny Kerry.

### Japan
(1.) Rie Terazono (vratarka), (2.) Emi Sakurai, (4.) Erika Esaki, (6.) Yukari Yamamoto, (7.) Rika Komazawa, (8.) Sakae Morimoto, (9.) Kaori Chiba, (10.) Miyuki Nakagawa, (11.) Tomomi Komori, (12.) Toshie Tsukui, (13.) Hiromi Hashimoto, (14.) Akemi Kato (kapetanica), (15.) Mayumi Ono, (17.) Chie Akutsu, (18.) Misaki Ozawa, (19.) Ikuko Okamura (vratarka), (23.) Sachimi Iwao (27.) Mie Nakashima. Trener: John Sheahan.

### JAR
(1.) Caroline Jack (vratarka), (3.) Kate Hector, (4.) Nita Van Jaarsveld, (5.) Taryn Hosking, (8.) Marsha Marescia, (9.) Candice Forword, (10.) Johke Boezaart, (12.) Lindsey Carlisle (kapetanica), (15.) Pietie Coetzee, (16.) Jenny Wilson, (17.) Lesle-Ann George, (21.) Lenise Marais, (24.) Fiona Butler, (26.) Kim Hubach, (28.) Tsoanelo Pholo, (29.) Tarryn Bright, (30.) Sharne Wehmeyer, (32.) Grazjyna Engelbrecht (vratarka). Trener: Jenny King.

### Novi Zeland
(1.) Kayla Sharland, (2.) Emily Naylor, (6.) Meredith Orr, (8.) Jaimee Provan, (9.) Honor Dillon, (10.) Lizzy Igasan, (11.) Stacey Carr, (12.) Elizabeth Ryan, (13.) Jo Galletly, (14.) Suzie Muirhead (kapetanica), (15.) Beth Jurgeleit (vratarka), (16.) Clarissa Eshuis, (19.) Jane Maley, (20.) Frances Kreft, (21.) Niniwa Roberts, (22.) Rachel Robertson, (24.) Sheree Phillips, (26.) Anita Wawatai (vratarka). Trener: Ian Rutledge.

### SAD
(2.) Melissa Leonetti, (3.) Angie Loy, (4.) Kelly Doton, (5.) Tara Jelley, (6.) Robyn Kenney, (7.) Lauren Crandall, (8.) Kristen Holmes, (9.) Sarah Dawson, (10.) Tiffany Snow, (11.) Sara Silvetti, (16.) Barbara Weinberg (vratarka), (17.) Carrie Lingo, (20.) Katie O'Donnell, (22.) Kate Barber (kapetanica), (24.) Dina Rizzo, (25.) Amy Tran (vratarka), (26.) Kristi Gannon (28.) Lauren Powley. Trener: Lee Bodimeade.

### Španjolska
(1.) María Jesús Rosa (vratarka), (2.) Julia Menéndez, (3.) Rocío Ybarra, (4.) Ivet Muñoz, (6.) Lucía Antona, (7.) Barbara Malda, (8.) Marta Prat, (9.) Silvia Muñoz (kapetanica), (10.) Silvia Bonastre, (11.) Olalla Pineiro, (12.)  Marta Ejarque, (13.) Raquel Huertas, (14.) Pilar Sánchez, (15.) Laía Yurss, (17.) Núria Camón, (18.) María Gomez, (19.) María Lopéz (vratarka) (21.) Esther Termens. Trener: Pablo Usoz.

### Suditeljice
| - Sarah Garnett - Dawn Henning - Tetjana Kaltypan - Jun Kentwell | - Ann McRae - Lourdes Santiago - Cecilia Valenzuela - Kazuko Yasueda |

## Rezultati prvog dijela natjecanja
| 8. srpnja 2005. 16:00                                                                                           |       |                                                  |                                        |
| Španjolska | 5 : 2 | Japan                                            | Suci: Sarah Garnett Cecilia Valenzuela |
| María Gómez 33.' Olalla Pineiro 39.' Rocío Ybarra 42.' (k.u/k) Racquel Huertas 44.' Esther Termens 70.' (k.u/k) |       | Saeke Morimoto 28.' (k.u/k) Miyuki Nakagawa 35.' | Suci: Sarah Garnett Cecilia Valenzuela |

| 8. srpnja 2005. 18:00 |       |                     |                                   |
| Engleska              | 1 : 1 | Novi Zeland         | Suci: Kazuko Yasueda Jun Kentwell |
| Leisa King 27.'       |       | Kayla Sharland 39.' | Suci: Kazuko Yasueda Jun Kentwell |

| 8. srpnja 2005. 20:00 |       |                                               |                              |
| SAD                   | 1 : 2 | JAR                                           | Suci: Dawn Henning Ann McRae |
| Angie Loy 33.'        |       | Pietie Coetzee 39.' (k.u.) Tarryn Bright 47.' | Suci: Dawn Henning Ann McRae |

| 9. srpnja 2005. 16:00                                                                      |       |          |                                      |
| Japan                                                                                      | 4 : 0 | Engleska | Suci: Sarah Garnett Lourdes Santiago |
| Toshie Tsukui 13.' Toshie Tsukui 31.' (k.u/k) Mayumi Ono 48.' (k.u/k) Miyuki Nakagawa 60.' |       |          | Suci: Sarah Garnett Lourdes Santiago |

| 9. srpnja 2005. 18:00                                 |       |            |                                |
| JAR                                                   | 2 : 0 | Španjolska | Suci: Kazuko Yasueda Ann McRae |
| Jenny Wilson 21.' (k.u/k) Pietie Coetzee 67.' (k.u/k) |       |            | Suci: Kazuko Yasueda Ann McRae |

| 9. srpnja 2005. 20:00                        |       |                           |                                       |
| Novi Zeland                                  | 2 : 1 | SAD                       | Suci: Dawn Henning Cecilia Valenzuela |
| Jaimee Provan 2.' Suzie Muirhead 8.' (k.u/k) |       | Tiffany Snow 59.' (k.u/k) | Suci: Dawn Henning Cecilia Valenzuela |

| 11. srpnja 2005. 18:00                                                          |       |            |                              |
| Novi Zeland                                                                     | 3 : 0 | Španjolska | Suci: Ann McRae Jun Kentwell |
| Lizzy Igasan 16.' (k.u/k) Lizzy Igasan 29.' (k.u/k) Suzie Muirhead 43.' (k.u/k) |       |            | Suci: Ann McRae Jun Kentwell |

| 11. srpnja 2005. 20:00                                 |       |                   |                                      |
| Japan                                                  | 3 : 1 | SAD               | Suci: Sarah Garnett Tetjana Kaltypan |
| Kaori Chiba 25.' Tomomi Komori 56.' Tomomi Komori 66.' |       | Tiffany Snow 28.' | Suci: Sarah Garnett Tetjana Kaltypan |

| 12. srpnja 2005. 18:00                                                  |       |                 |                                       |
| Engleska                                                                | 4 : 1 | Španjolska      | Suci: Cecilia Valenzuela Jun Kentwell |
| Tina Cullen 28.' Sally Walton 31.' Sally Walton 42.' Jennie Bimson 69.' |       | Marta Prat 17.' | Suci: Cecilia Valenzuela Jun Kentwell |

| 12. srpnja 2005. 20:00                                |       |                 |                                     |
| JAR                                                   | 2 : 1 | Japan           | Suci: Lourdes Santiago Dawn Henning |
| Jenny Wilson 10.' (k.u/k) Shame Wehmeyer 16.' (k.u/k) |       | Akemi Kato 65.' | Suci: Lourdes Santiago Dawn Henning |

| 13. srpnja 2005. 18:00 |       |             |                                |
| JAR                    | 1 : 0 | Novi Zeland | Suci: Kazuko Yasueda Ann McRae |
| Tarryn Bright 6.'      |       |             | Suci: Kazuko Yasueda Ann McRae |

| 13. srpnja 2005. 20:00                   |       |                                                             |                                        |
| SAD                                      | 2 : 3 | Engleska                                                    | Suci: Sarah Garnett Cecilia Valenzuela |
| Carrie Lingo 47.' Angie Loy 70.' (k.u/k) |       | Kate Walsh 6.' (k.u/k) Lucilla Wright 41.' Tina Cullen 56.' | Suci: Sarah Garnett Cecilia Valenzuela |

| 14. srpnja 2005. 20:00                    |       |                           |                                  |
| SAD                                       | 2 : 1 | Španjolska                | Suci: Ann McRae Tetjana Kaltypan |
| Dina Rizzo 30.' (k.u/k) Robyn Kenney 46.' |       | Silvia Muñoz 70.' (k.u/k) | Suci: Ann McRae Tetjana Kaltypan |

| 15. srpnja 2005. 18:00                        |       |                             |                                       |
| Novi Zeland                                   | 2 : 1 | Japan                       | Suci: Dawn Henning Cecilia Valenzuela |
| Elizabeth Ryan 20.' (k.u/k) Honor Dillon 60.' |       | Sakae Morimoto 35.' (k.u/k) | Suci: Dawn Henning Cecilia Valenzuela |

| 15. srpnja 2005. 20:00                                         |       |     |                                  |
| Engleska                                                       | 3 : 0 | JAR | Suci: Sarah Garnett Jun Kentwell |
| Melanie Clewlow 14.' (k.u/k) Helen Grant 44.' Helen Grant 55.' |       |     | Suci: Sarah Garnett Jun Kentwell |

### Poredak nakon prvog dijela natjecanja
```
 1. 
 JAR               5      4     0     1     ( 7: 5)      
12

 2. 
 Novi Zeland       5      3     1     1     ( 8: 4)      
10

 
 3. 
 Engleska          5      3     1     1     (11: 8)      
10

 
 4. 
 Japan             5      2     0     3     (11:10)      
 6

 
 5. 
 SAD               5      1     0     4     ( 7:11)      
 3

 
 6. 
 Španjolska        5      1     0     4     ( 7:13)       
3
```

## Doigravanje
- za 5. mjesto

| 16. srpnja 2005. 16:00                                                                       |       |                                                              |                                        |
| SAD                                                                                          | 5 : 3 | Španjolska                                                   | Suci: Sarah Garnett Cecilia Valenzuela |
| Kelly Doton 2.' Angy Loy 15.' Kate Barber 48.' Katie O'Donnell 51.' Kelly Doton 59.' (k.u/k) |       | Esther Termens 9.' Marta Prat 10.' Rocío Ybarra 53.' (k.u/k) | Suci: Sarah Garnett Cecilia Valenzuela |

- za brončano odličje

| 16. srpnja 2005. 18:00 |       |                                             |                                     |
| Engleska               | 1 : 2 | Japan                                       | Suci: Lourdes Santiago Jun Kentwell |
| Leisa King 25.'        |       | Tomomi Komori 42.' (k.u/k) Kaori Chiba 69.' | Suci: Lourdes Santiago Jun Kentwell |

- za zlatno odličje

| 16. srpnja 2005. 20:00 |       |                                               |                                |
| JAR                    | 0 : 2 | Novi Zeland                                   | Suci: Ann McRae Kazuko Yasueda |
|                        |       | Meredith Orr 38.' (k.u/k) Niniwa Roberts 48.' | Suci: Ann McRae Kazuko Yasueda |

## Završni poredak
| Mj. | Momčad       |
| --- | ------------ |
| 1.  | Novi Zeland  |
| 2.  | Južna Afrika |
| 3.  | Japan        |
| 4.  | Engleska     |
| 5.  | SAD          |
| 6.  | Španjolska   |

| Pobjednice Champions Challengea |
| ------------------------------- |
| Novi Zeland Prvi naslov         |

## Najbolje sudionice
- najbolja igračica
  -  Lizzy Igasan
- najbolja vratarka
  -  Amy Tran
- ljestvica najboljih strijelaca: 
  -  Tomomi Komori – 3 pogotka
  -  Angie Loy – 3 pogotka

Po 2 pogotka postigle su:

- Tarryn Bright
- Kaori Chiba
- Pietie Coetzee
- Tina Cullen
- Kelly Doton
- Helen Grant
- Lizzy Igasan
- Leisa King
- Sakae Morimoto
- Suzie Muirhead
- Miyuki Nakagawa
- Marta Prat
- Tiffany Snow
- Ester Termens
- Toshi Tsukui
- Sally Walton
- Jenny Wilson
- Rocio Ybarra

## Vanjski izvori
- (engl.) Službene stranice
- (engl.) Izvješća sa susreta  Arhivirana inačica izvorne stranice od 5. rujna 2008. (Wayback Machine)